# Xyloryctes howdenorum
Xyloryctes howdenorum är en skalbaggsart som beskrevs av Juan A. Delgado och Najera 1992. Xyloryctes howdenorum ingår i släktet Xyloryctes och familjen Dynastidae. Inga underarter finns listade i Catalogue of Life.